# Фиваидский легион
Фиваидский легион (Фивейский легион, Фиванский легион, лат. Legio Thebaica, также известный как Агаунские мученики) — фигурирующий в христианской агиографии римский легион эпохи Диоклетиана, солдаты которого были замучены римским императором Максимианом в 286 году. Состоял из 6600 (по другой версии — из 6666) солдат-христиан и возглавлялся святым Маврикием.

## Предание
Согласно преданию, восходящему к св. Евхерию Лионскому, местом дислокации легиона была Фиваида, в Египте. Отсюда этот легион был отправлен императором Максимианом в Галлию, для подавления восстания багаудов. Командовал легионом св. Маврикий (Mauritius). Его помощниками были Кандид (Candidus) и Экзюперий (Exuperius), которые тоже почитаются святыми. После разгрома багаудов легион был отведён в город Агаунум, нынешний Сен-Морис д’Агон (Saint-Maurice или Saint-Maurice-en-Valais), а император Максимиан издал приказ, чтобы все в честь победы совершали жертвоприношения римским богам. Легионеры твёрдо и единодушно отказались от этого, за что были подвергнуты децимации и предупреждены, что император не остановится, пока приказ не будет выполнен. Тогда св. Маврикий обратился к легиону с призывом не поддаться угрозам и быть верными клятве, данной при крещении, по примеру уже казнённых товарищей. Его слова нашли отклик в сердцах этих отважных солдат и от имени легиона было отправлено письмо Максимиану следующего содержания:

«Император, мы — твои солдаты, но также и солдаты истинного Бога. Мы несем тебе военную службу и повиновение, но мы не можем отказываться от Того, кто наш Создатель и Властитель, даже при том, что ты отвергаешь Его. Во всем, что не противоречит Его закону, мы с величайшей охотой повинуемся тебе, как мы это делали до настоящего времени. Мы с готовностью выступаем против своих врагов, кем бы они ни были, но мы не можем обагрять наши руки кровью невинных людей (христиане). Мы приняли присягу Богу прежде, чем мы приняли присягу тебе. Ты не сможешь придать никакого доверия нашей второй присяге, если мы нарушим другую, первую. Вы приказали нам казнить христиан — смотрите, мы — такие же. Мы признаем Бога Отца, Создателя всего сущего, и Его Сына, Господа и Бога Иисуса Христа. Мы видели наших товарищей, усеченных мечом, мы не оплакиваем их, а, скорее, радуемся их чести. Ни это, ни любое другое происшествие не соблазнили нас восстать. В наших руках оружие, но мы не сопротивляемся, потому что мы предпочли бы умереть невинными, чем жить во грехе».
Так как акт устрашения не возымел действия, его многократно повторяли до тех пор, пока не был истреблён весь легион.
Согласно посланию Евхерия Лионского, тела Агаунских мучеников были обнаружены и идентифицированы епископом города Октодурума (нынешний Мартиньи) Феодором в 350 г. Последний построил в их честь базилику в Агаунуме, которая стала местом паломничества, и чьи остатки можно наблюдать и сейчас. Она стала частью аббатства, построенного в 515 году на земле, пожертвованной королём Бургундии Сигизмундом. Это же послание является самым ранним упоминанием об Агаунских мучениках, «которые прославили Агаунум своей кровью», и описывает последовательность свидетельств за период в 150 лет, со времени мученичества до времени Евхерия. Он совершил паломничество в Агаунум. Евхерий упоминает свидетельства паломничества и дорогих подарков от верующих из разных провинций империи, различные чудеса, такие как изгнание бесов и случаи излечения, а сам рассказ о мучениках предваряет словами:

«Мы часто слышим, не так ли, что некоторый град или весь удостоены высокой чести за одного-единственного мученика, который там умер. И это весьма справедливо, потому что в каждом случае святой отдал свою драгоценную душу Всевышнему Богу. Во сколько же раз должно быть более почитаемо святое место Агаунум, где так много тысяч мучеников были усечены мечом ради Христа»
Именно Евхерий говорит, что численность легиона была равна «шести тысячам и шестистам мужам».

Писатель VI века Григорий Турский в книге «Liber in gloria martyrum» («Книга о славе мучеников») упоминает базилику в Кёльне, 
«в которой 50 человек из знаменитого Фиваидского легиона, претерпевшие мученическую кончину за имя Христово. Из-за того, что церковь, с её великолепным строением и мозаикой сияет, будто-то позолоченная, жители предпочитают называть её „Базилика Золотых Святых“»
Предание о Фиваидском легионе и житие св. Маврикия стали очень популярными в Средневековье и нашли своё отражение в латинской поэме Сигеберта из Жамблу «Страсти святых Фиваидских», а также в «Золотой легенде» Иакова Ворагинского. В последнем сборнике число легионеров равняется 6666.

## Критика предания
Против историчности Фиваидского легиона приводят следующие доводы:
1. Максимиан не мог вызвать войска с Востока, так как в 285—305 гг. управлял Западом — провинциями Италия, Испания и Африка, и, соответственно, не имел права распоряжаться войсками на Востоке.
2. В конце III в. в римской армии не было легионов с названием «Фиваидский». В египетских Фивах в это время были размещены легионы, один из которых в первой пол. IV в. назывался Legio II Flavia Constantia (L'Année épigraphique, 1987, 975b), а второй — Legio I Maximiana. Эти легионы располагались в верхнем Египте постоянно и никогда не переводились в другие регионы империи. Формирование этих легионов датируется 297 годом, что на 11 лет позже вышеуказанных событий[8].
3. Евхерий сообщает о 6 600 легионерах-мучениках, тогда как в позднеантичном легионе после реформы Диоклетиана служило 1—2 тыс. человек (если не считать легионы лимитанов, сохранившие старую численность, но редко переводившиеся и считавшиеся очень непрестижными).
4. Ключевые фигуры рассказа Евхерия — Маврикий, Экзюперий и Кандид наделены автором титулами, которых не было в позднеантичном легионе, но были в дворцовых частях.
5. После 68 г. в римской армии почти не применялась децимация (казнь каждого десятого из солдат провинившейся части) как вид наказания воинов (к 2-й пол. IV в. Юлиан, решив децимировать проштрафившуюся часть, казнил только десять, а не каждого десятого).

## Святые, связываемые с Фиваидским легионом
- Александр († ок. 296, или 300 или 303, Рим или Бергамо) — воин, мученик из Бергамо. День памяти — 26 августа, 5 мая (перенесение мощей), 30 апреля (Армянская церковь), 25 февраля (Коптская церковь).
- Верена (лат. Verena; IV век) — отшельница. День памяти — 1 сентября.
- Иннокентий — воин, мученик. День памяти — 22 сентября[9].
- Кандид († 286), мученик. День памяти — 22 сентября.
- Маврикий († 286), мученик. День памяти — 22 сентября.
- Секунд — воин, мученик. День памяти — 26 августа.
- Феликс и Регула († 286) — мученики. День памяти — 11 сентября.
- Фиделий († ок. 304) — воин, мученик. День памяти — 28 октября, 13 марта (вместе со святыми Фелином и Грацианом, а также Карпофором).
- Фортунат — воин, мученик. День памяти — 16 октября и третье воскресение октября.
- Экзюперий († 286), мученик. День памяти — 22 сентября.